# Oberea taygetana
Oberea taygetana är en skalbaggsart som beskrevs av Maurice Pic 1904. Oberea taygetana ingår i släktet Oberea och familjen långhorningar. Inga underarter finns listade i Catalogue of Life.